# Гольденвейзер, Эммануил Александрович
Эммануил Александрович Гольденвейзер (англ. Emmanuel Alexander Goldenweiser — Эммануэл Голденвайсер; 31 июля 1883, Киев — 21 апреля 1953, Принстон) — американский экономист. 

## Биография
Сын присяжного поверенного, кандидата прав Александра Соломоновича Гольденвейзера и Софьи Григорьевны (Гершевны) Мунштейн (?, Екатеринослав — 1926, Висбаден). Окончил 1-ю Киевскую гимназию. Эмигрировал в США из Киева в 1902 году. Учился в Колумбийском (магистр, 1905) и Корнеллском университетах (доктор философии в области экономики, 1907). В 1907 году стал натурализованным гражданином США.
В 1907—1910 годах работал следователем при иммиграционной комиссии. В 1910—1914 годах — сотрудник комитета по переписи населения США. В 1914—1919 годах — статистик в Министерстве сельского хозяйства, в 1919—1924 годах — статистик в Федеральной резервной системе США, с 1925 года — заместитель директора по исследовательской и статистической деятельности Федеральной резервной системы США. 
В 1926—1945 годах — начальник статистического отдела Федеральной резервной системы США. В 1946 году президент Американской ассоциации экономистов (American Economic Association).
Автор многих научных работ, сборник трудов «Североамериканская монетарная политика» (исп. Politica Monetaria Norteamericana; Мехико, 1956) вышел в переводе на испанский язык. По мнению Милтона Фридмана, принадлежал к числу специалистов, внёсших в 1920-е гг. значительный вклад в теорию денежного обращения.
Перевёл на английский язык роман Л. Н. Толстого «Воскресение».

## Семья
- Жена (с 1912) — Энн Аллен, двое детей.
- Братья — антрополог Александр Гольденвейзер и юрист Алексей Гольденвейзер.
- Дядя (родной брат матери) — поэт и драматург Леонид Григорьевич Мунштейн, был женат на Т. Л. Щепкиной-Куперник.

## Сочинения
- «Федеральная резервная система в действии» (англ. Federal Reserve System in Operation, 1925),
- «Денежное обращение» (англ. Monetary Management, 1949),
- «Денежная политика США» (англ. American Monetary Policy, 1951).